# Renzo Tarabusi
Renzo Tarabusi (Firenze, 1º luglio 1906 – Firenze, 8 giugno 1968) è stato uno sceneggiatore italiano, autore teatrale, televisivo e cinematografico, che ha soprattutto scritto per Ugo Tognazzi e Raimondo Vianello in coppia con Giulio Scarnicci.

## Scritture
Tra le sue opere più famose per il teatro Chi vuol esser lieto sia, che nel 1950 vinse la prima edizione della Maschera d'argento. Dal 1951 al 1957 scrisse, insieme a Scarnicci, varie riviste e commedie musicali, con protagonisti Tognazzi e Vianello, tra cui Dove vai se il cavallo non ce l'hai e Passo doppio (1954-1955), portata anche a Parigi. Per la televisione, è da ricordare Un due tre (1954-1959), sempre con Tognazzi e Vianello, ma anche l'edizione del 1961 di Canzonissima, Il giocondo (1963), con Vianello e Abbe Lane e Il tappabuchi (1967), con Corrado.
Prosa: Caviale e lenticchie e I papà nascono negli armadi; per Macario scrisse Tutte donne meno io (1956), per Dapporto sei commedie musicali come Il diplomatico e L'onorevole. Sceneggiò anche più di 30 film, tra cui Il fischio al naso, I tromboni di fra' Diavolo, Frenesia dell'estate, tutti per la Cineriz di Angelo Rizzoli.
È stato anche autore di testi di canzoni, come Quando una ragazza a New Orleans e Souvenir d'Italie, musicate da Lelio Luttazzi e cantate da Jula de Palma.

## Il teatro di rivista

### Con Giulio Scarnicci
- Chi vuol esser lieto sia (1951)
- Dove vai se il cavallo non ce l'hai? (1951)
- Ciao fantasma (1952)
- Barbanera... bel tempo si spera, rivista, regia degli autori, Teatro Sistina di Roma, 11 ottobre 1953.
- Tutte donne meno io (1954)
- Passo doppio (1955)
- Campione senza volere (1956)
- Uno scandalo per Lili (1957)
- Il diplomatico, regia di Silverio Blasi, Teatro Lirico di Milano, 20 ottobre 1958.
- Monsieur Cenerentolo (1959)
- Il rampollo (1960)
- L'onorevole (1965)

## Filmografia parziale
- Café Chantant, regia di Camillo Mastrocinque (1953)
- La Pica sul Pacifico, regia di Roberto Bianchi Montero (1959)
- La cambiale,regia di Camillo Mastrocinque (1959)
- Il mio amico Jekyll, regia di Marino Girolami (1960)
- I magnifici tre, regia di Giorgio Simonelli (1961)
- I tromboni di Fra' Diavolo, regia di Giorgio Simonelli (1962)
- Frenesia dell'estate, regia di Luigi Zampa (1963)
- Gli eroi del West, regia di Steno (1963)
- I gemelli del Texas, regia di Steno (1964)
- Amore all'italiana, regia di Steno (1966)
- Il fischio al naso, regia di Ugo Tognazzi (1967)
- Il trapianto, regia di Steno (1969)